# Парса
Па́рса (також Персепо́ль, Персепо́ліс, староперс.: Pārsa, перс. تخت جمشید/پارسه — Takht-e Jamshid або ж Chehel Minar, дав.-гр. Περσέπολης) — місто і церемоніальна столиця Персії за часів Ахеменідів. Засноване Дарієм I Великим близько 518 до н. е..
Царський двір мешкав у Парсі лише навесні (під час і після святкування Наврузу) і восени. Літо перські монархи проводили зазвичай в Екбатані, зиму — в Сузах).
У 330 до н. е. Парса захоплена та спалена Александром Великим — нібито на знак помсти за спалення Афін у 480 до н. е.. Місто продовжувало існувати ще кілька десятиріч, але швидко занепало і знелюдніло.
Руїни Парси розташовані в остані Фарс на південному заході Ірану за 70 км на північний схід від сучасного Шираза, поблизу злиття річок Пульвар (Сіванд) і Кор.

## Комплекс в Персеполі

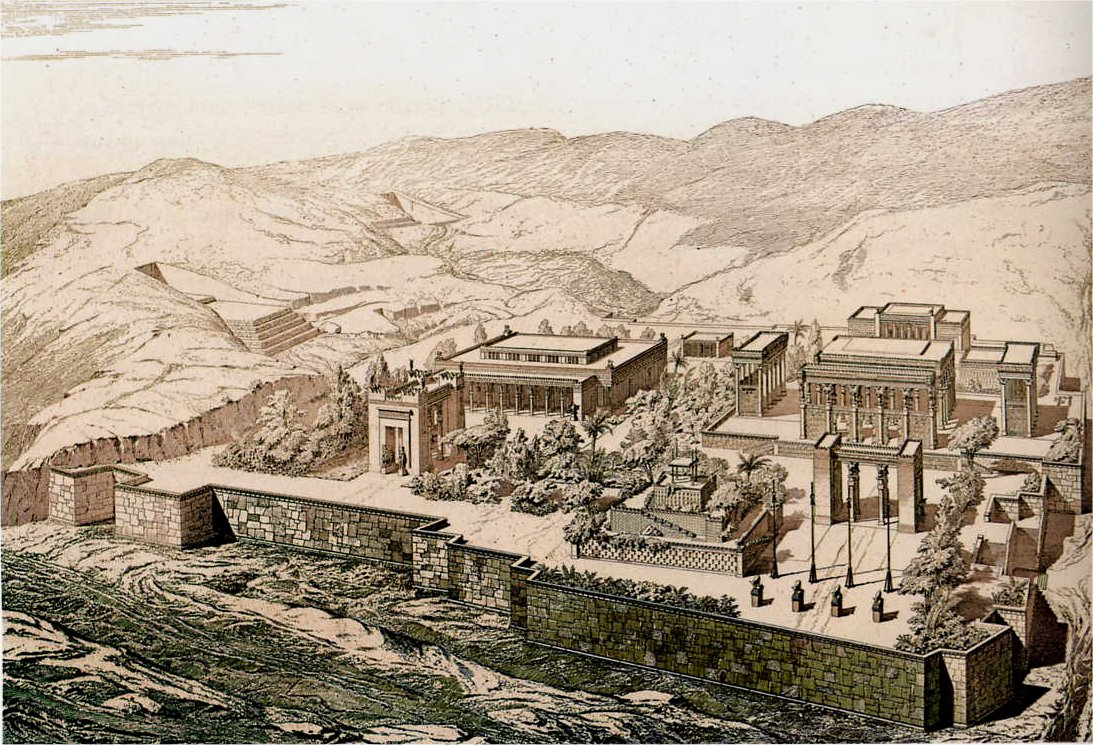
Реконструкція Персеполя

Основні будови розташовувалися на великій прямокутній платформі, яка була споруджена Дарієм Великим між 520 і 515 до н.е. Будівлі, руїни яких збереглися до наших днів, збудовані Дарієм і його наступниками: Ксерксом (правив у 486–465 до н.е.) і Артаксерксом I (правив у 465–424 до н.е.).
З північного краю західного боку платформи знаходилися парадні сходи. Над сходами височіли Ворота Ксеркса, які охороняли гігантські бики з каменю - деталь, характерна для більшості палаців Ассирії. Напис на воротах говорить: «Так сказав Ксеркс цар: Милістю Агурамазди я побудував ці ворота, названі Всесвітніми».
З правого боку від палацу збереглися руїни величезного парадного залу, ападани, будівництво якого було розпочато Дарієм I, а закінчено Ксерксом. Сама будівля розташовувалося на піднятій платформі, до якої з північного боку та зі східного боку вели сходи. Сходи були прикрашені майстерними рельєфними зображеннями, особливо добре збереженими на східній сходах. На останній зображена та ж сама процесія, що і на північній сходах, але з протилежного боку. Основні фігури представляють посланців 23 завойованих народів, які несуть царю підношення на честь Нового Року.
Сама ападана являла собою великий зал, оточений вестибюлями. Дах споруди, ймовірно, був дерев'яним і підтримувався 72 кам'яними колонами, 13 з яких збереглися. Залу ймовірно використовували для царських прийомів.
Праворуч від ападани знаходився палац Дарія I, відомий як Тахара. Палац був прикрашений рельєфними зображеннями. У палаці є напис його творця: «Я, Дарій, великий цар, цар царів, цар країн, син Гістаспа, Ахеменід, побудував цей палац».
Далі розташовувався Стоколонний зал, розпочатий Ксерксом і завершений Артаксерксом I. Дах залу спиралася на 100 колон. З боків північного портика стояли великі кам'яні бики, вісім кам'яних воріт були прикрашені сценами з царського життя і битв царя з демонами.
Обидва парадних приміщення — Ападана і Зал ста колон — майже квадратної форми; до будівель, де вони розташовані, ззаду примикали лабіринти скарбниць, комор і житлових приміщень, від яких збереглися практично тільки одні фундаменти.
Приблизно в центрі тераси знаходився Тріпілон, ймовірно, головний парадний зал в Персеполі. Його сходи прикрашені рельєфними зображеннями сановників, на його східних воротах був ще один рельєф, що зображає Дарія I на троні і його спадкоємця Ксеркса.
Серед будівель, побудованих в південній частині платформи, були палац Ксеркса, його гарем і царська скарбниця, також прикрашена рельєфними зображеннями Дарія та Ксеркса, такими ж, як і на Тріпілоні.
На місці розкопок знайдено велику кількість клинописних написів і табличок, що є безцінними історичними свідченнями про період царювання Ксеркса. У двох з них сказано: «Так сказав Ксеркс цар: Моїм батьком є Дарій, батьком Дарія була людина на ім'я Віштаспа (Гістасп), батьком Віштаспи була людина на ім'я Ршама (Арсам). Обидва, Виштаспа і Ршама, були живі, коли з волі Агурамазди Дарій, мій батько, став царем всієї Землі»; «Так сказав Ксеркс цар: З волі Агурамазди, я став царем країн за межами Парси; я наказував ними; вони платили мені данину; вони виконували те, що було наказано їм мною; мій закон поширювався на них: Мідію, Елам, Арахосію, Вірменію, Дрангіану, Парфію, Аріану, Бактрію, Согдіану, Хорасмію, Вавилонію, Ассирію, Сатагідію, Єгипет, іонійців, що живуть на морі і живуть за морем, жителів Маки, Аравії, Гандхари, земель по річці Інд, Каппадокію, дахів, саків-амюргіїв, саків з гострими шапками, карійців, кушан».
На схилах гори, за Персеполем, були знайдені висічені в скелі гробниці Ахашвероша II і Артаксеркса III, а також недобудована гробниця Дарія III. У декількох кілометрах на північ, на іншому березі річки Пулвара, на стрімкій кручі знаходяться гробниці Дарія I, Ксеркса, Ахашвероша I і Дарія II. Це місце називається нині Накш-і-Рустам.

## Галерея

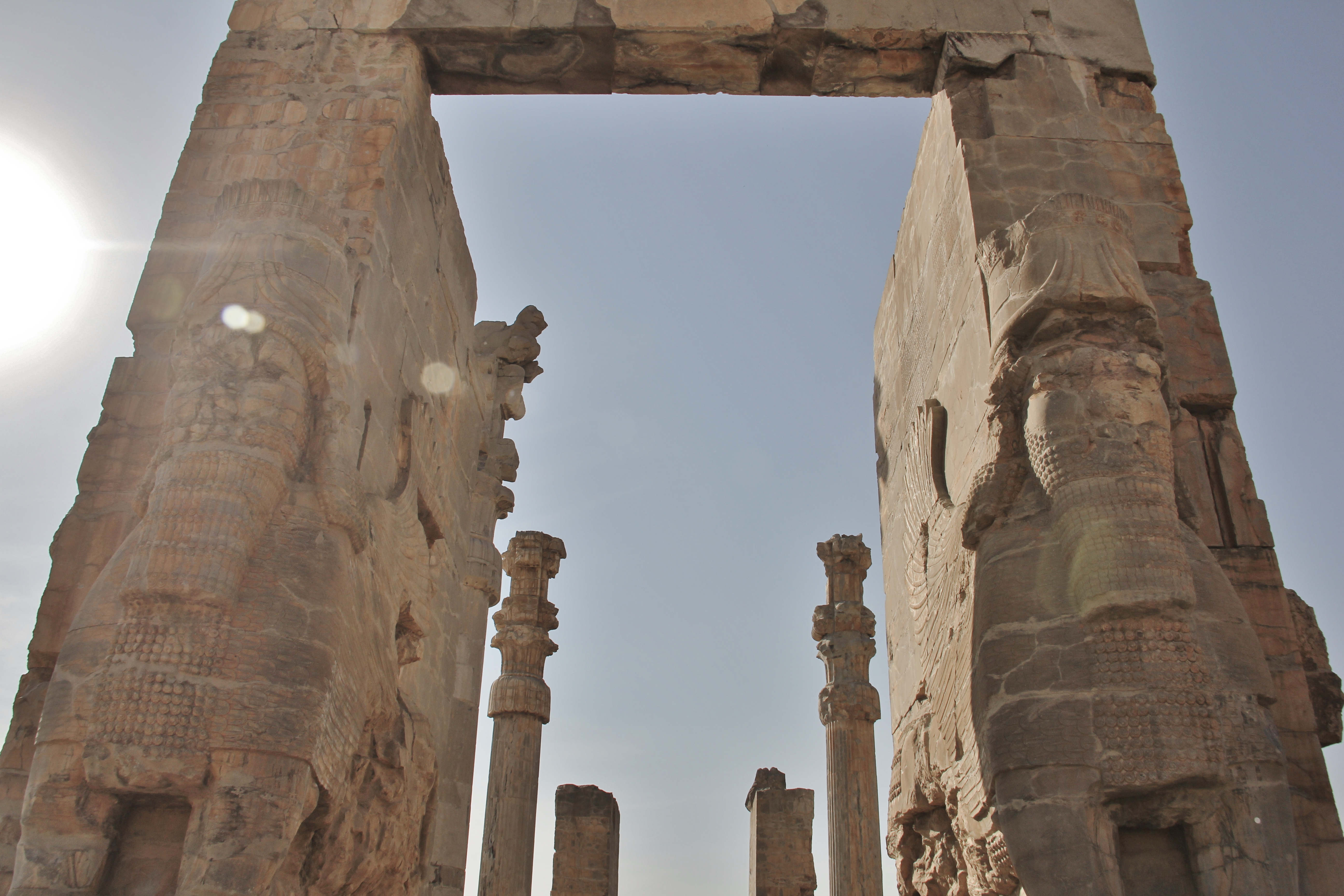
Брама всіх народів
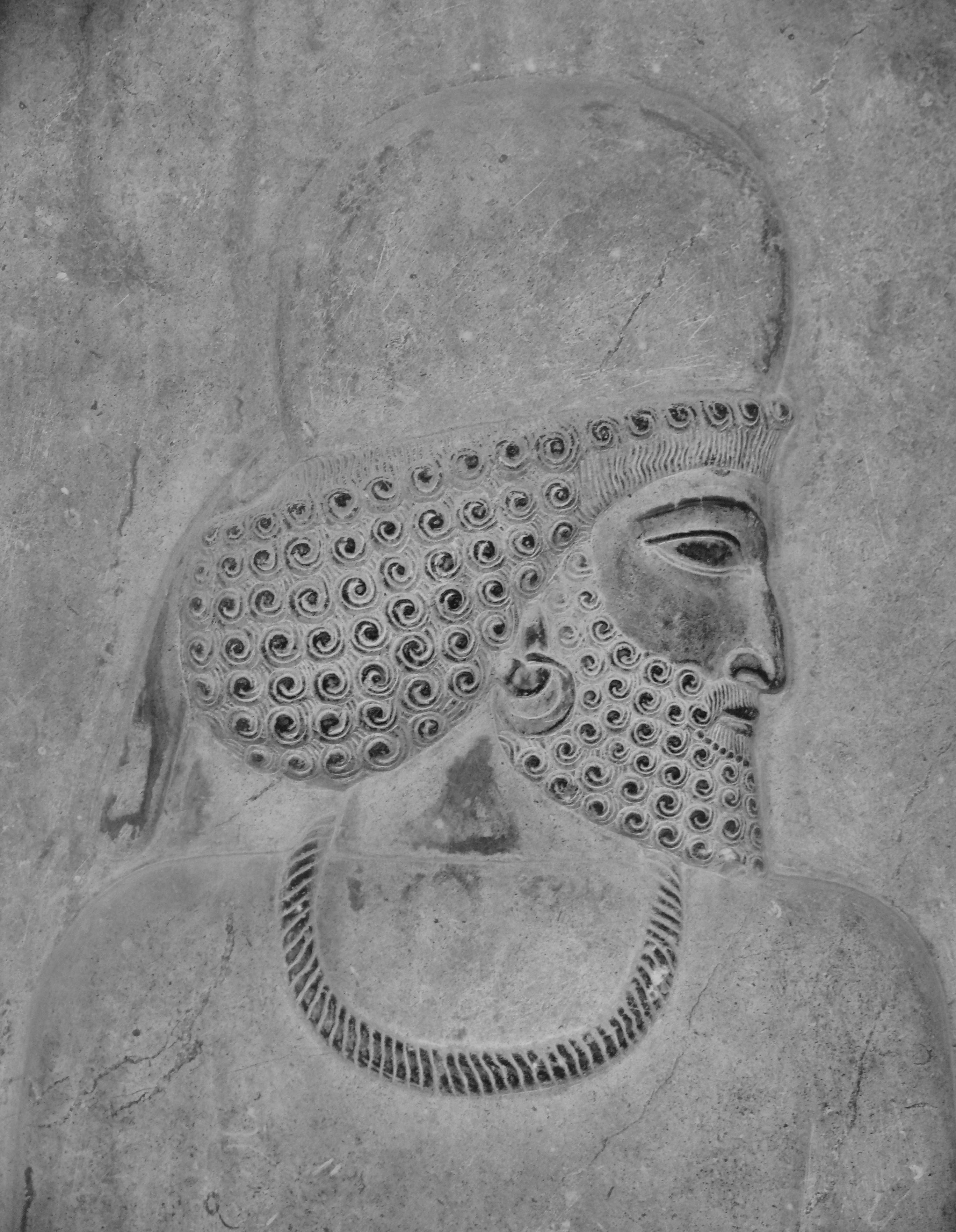
Мідієць
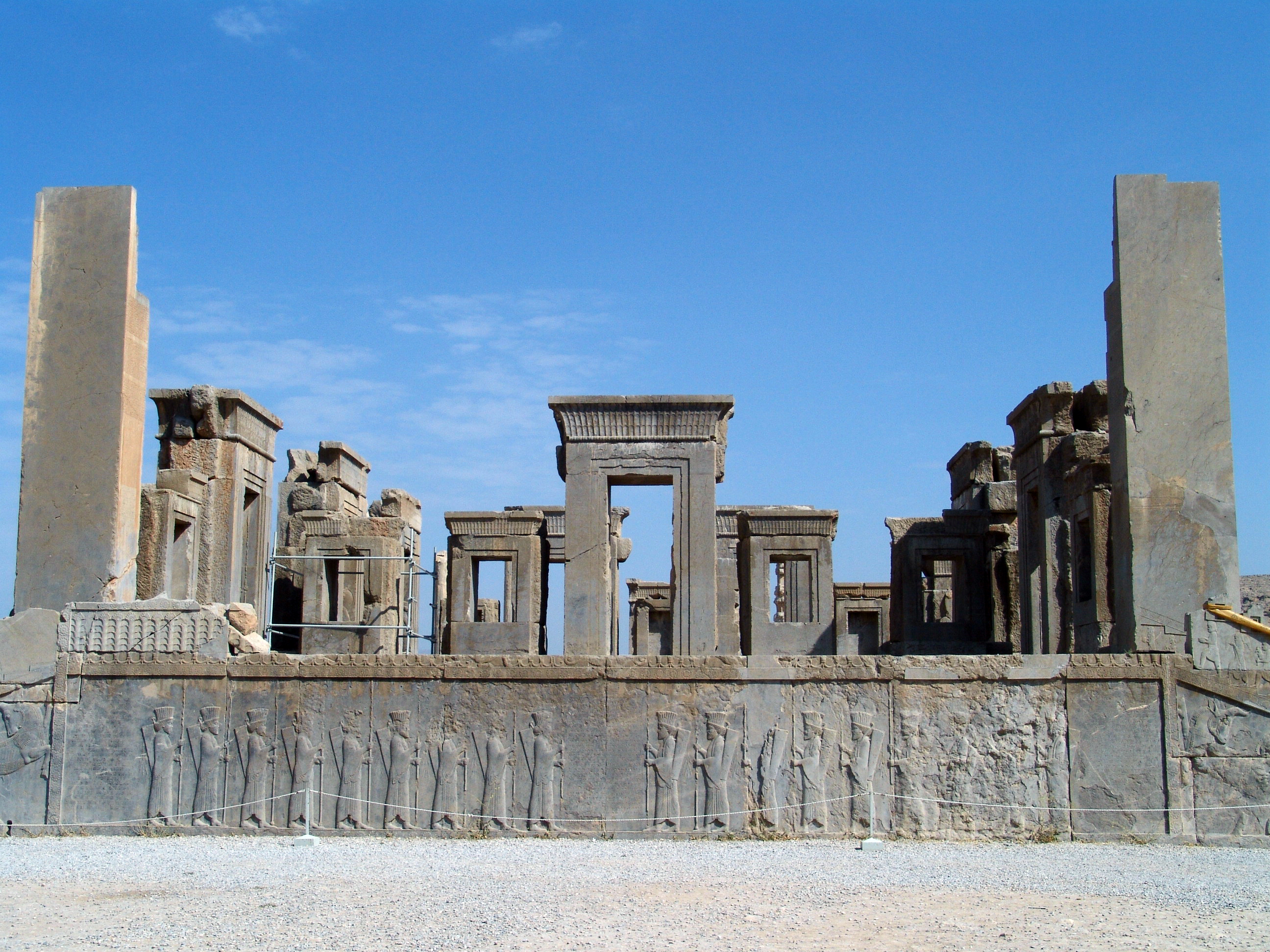
Палац Тахара
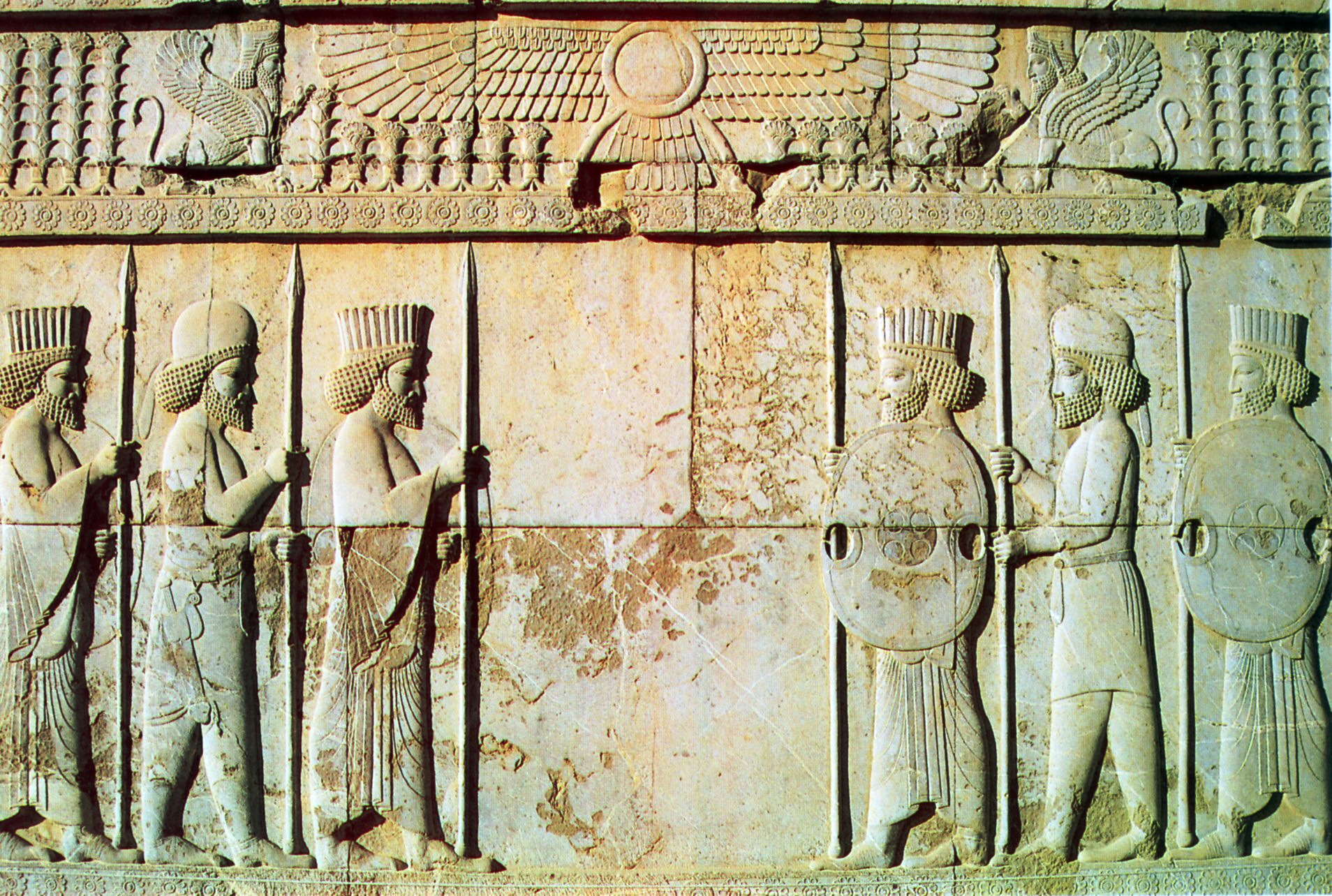
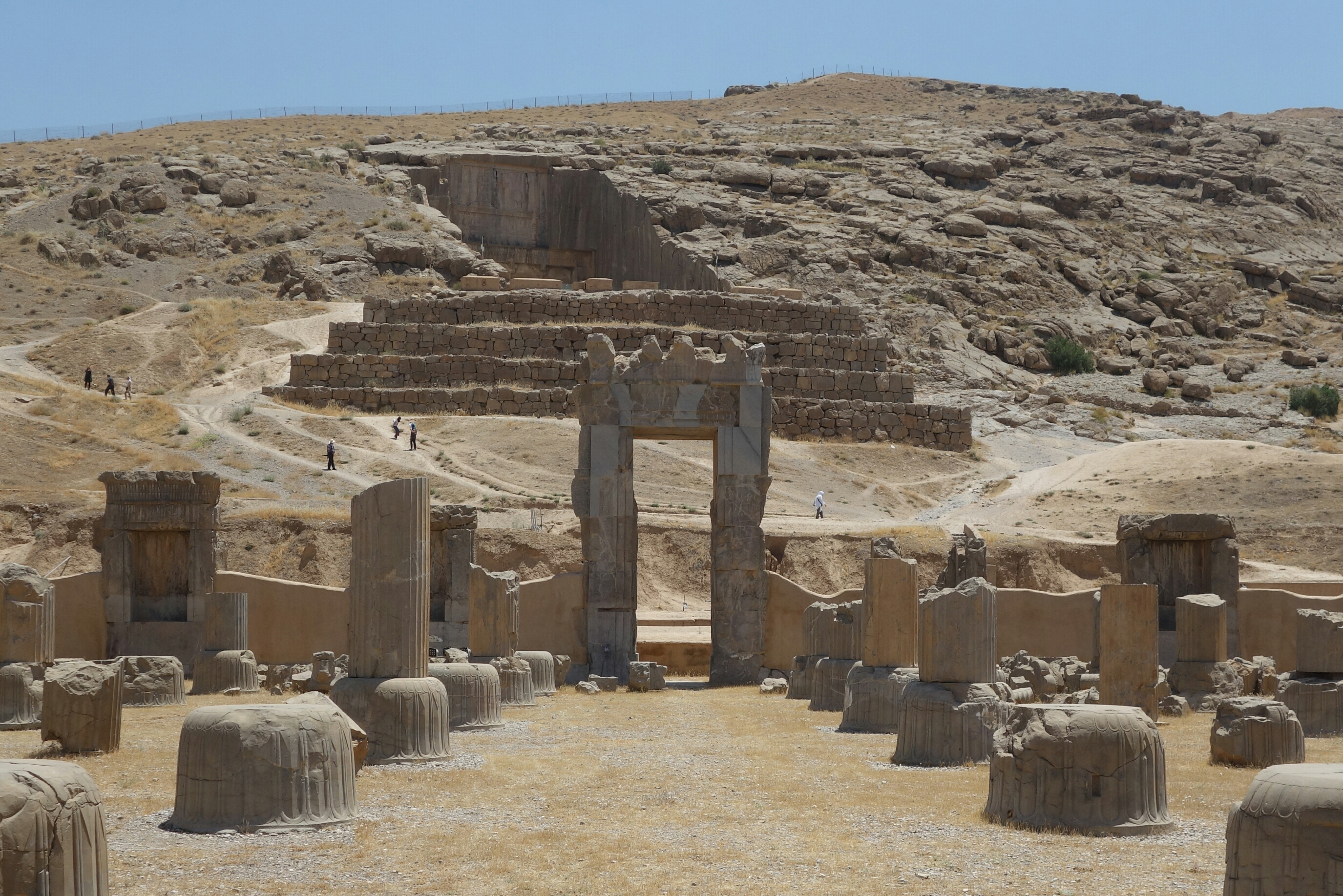
Частина зали ста колон з могилою Артаксеркса III
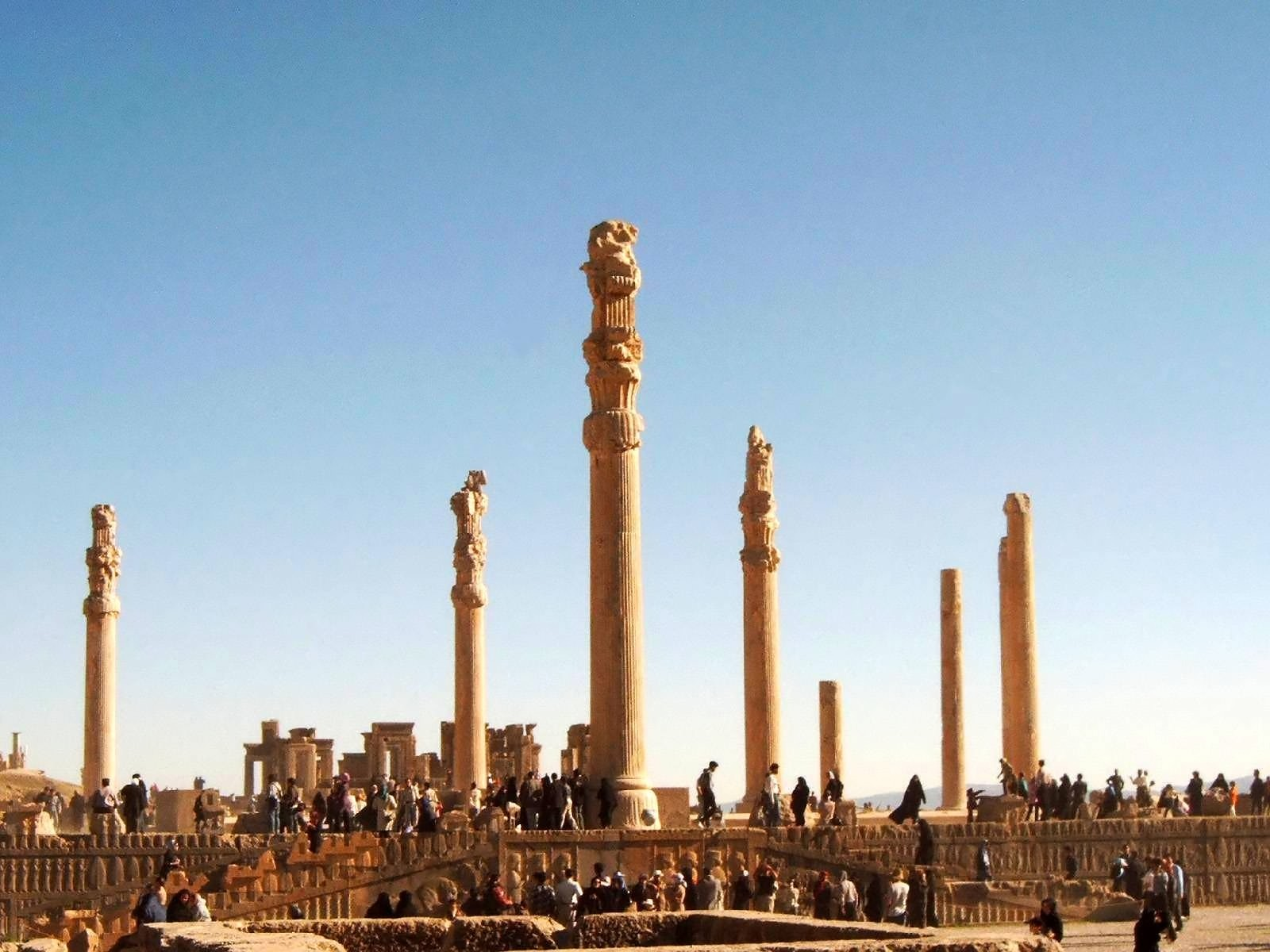
Ападана
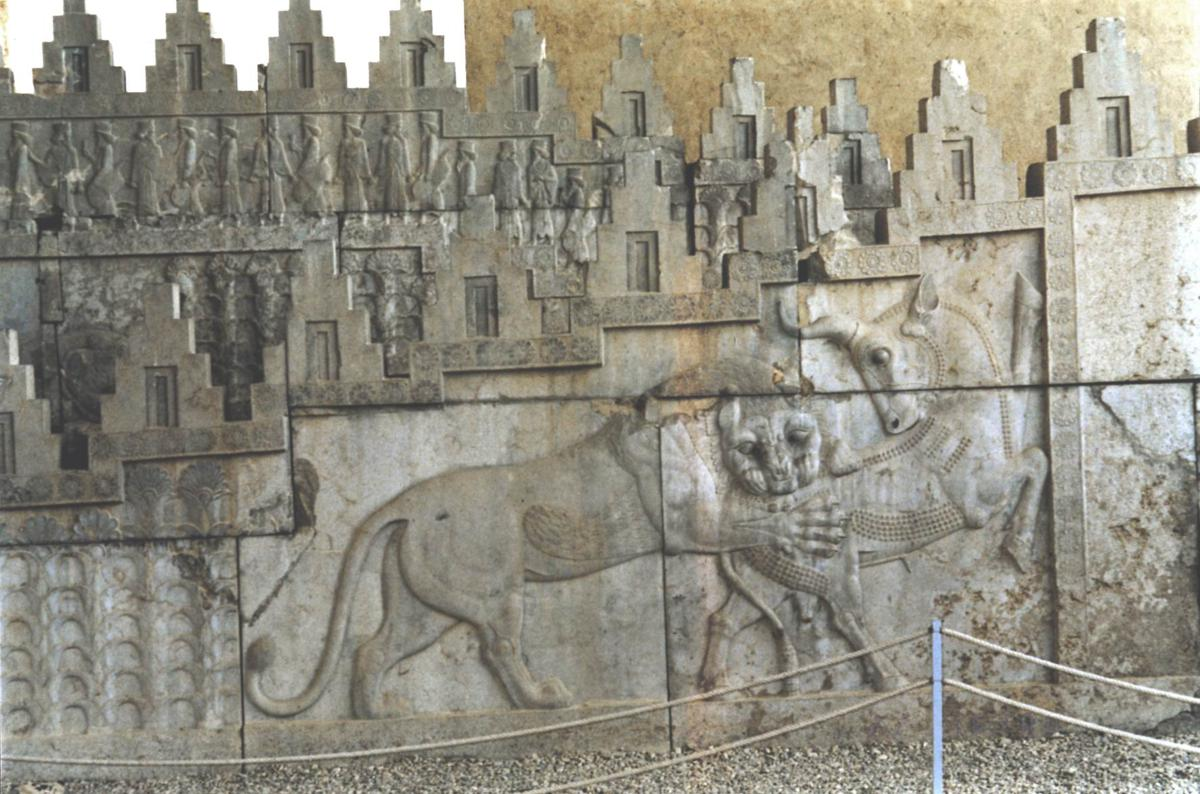
Персеполь, барельєф на парадних сходах
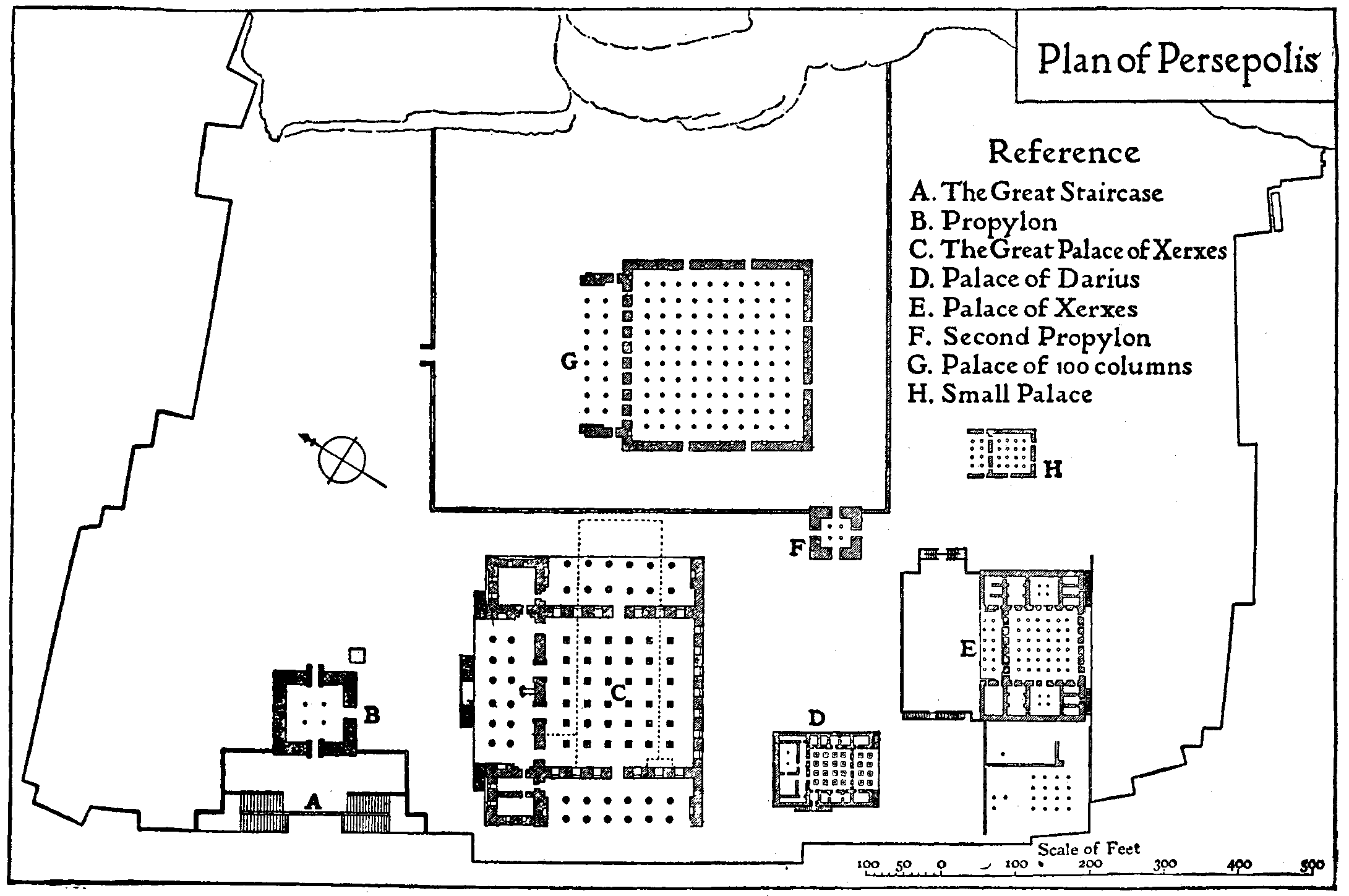
План Персеполя
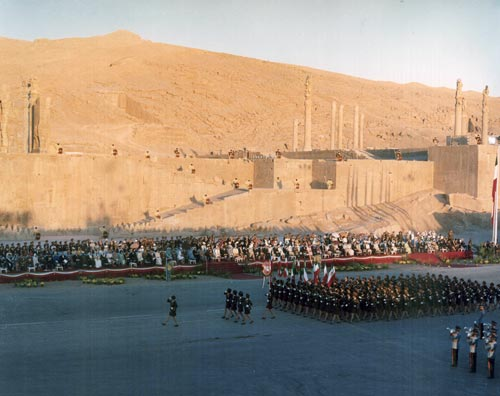
Персеполь у 1971 під час святкування 2500-річчя Перської імперії